# Rudy Wyland
Rudy Wyland (28 ottobre 1960) è un allenatore di football americano statunitense.